# Giuseppe Ferrata
Giuseppe Ferrata (Rovato, 1888 – Milano, 1957) è stato un pittore italiano.

## Biografia
Autodidatta, ma influenzato da Gianni Maimeri e Vittorio Castagneto, fu pittore principalmente di scorci agresti della Lombardia. Partecipò ad alcune Mostre Sindacali lombarde e ad alcune esposizioni sociali della Permanente.